# الإبادة النازية لليهود
الإبادة النازية لليهود أو الهولوكوست (بالألمانية: Der Holocaust) (من اليونانية: ὁλόκαυστος holókaustos حيث hólos تعني «الكل» وkaustós تعني «محروق»)، تُعرف أيضاً باسم شوأه (عبرية: השואה تلفظ هشوآء وتعني «الكارثة»)، هي إبادة جماعية وقعت خلال الحرب العالمية الثانية قُتِل فيها ما يقرب من ستة ملايين يهودي أوروبي على يد ألمانيا النازية وحلفائها. يستخدم بعض المؤرخين تعريف الهولوكوست الذي يضم الخمس ملايين إنسان الإضافيين من غير اليهود الذين كانوا أيضاً من ضحايا القتل الجماعي للنظام النازي، ليصبح المجموع الكلي إلى ما يقرب الأحد عشر مليون إنسان. دارت عمليات القتل في جميع أنحاء ألمانيا النازية والمناطق المحتلة من قبل ألمانيا في أوروبا.
بدأت حقبة الهولوكوست عام 1933 عندما استولى الحزب النازي بقيادة أدولف هتلر على السلطة في ألمانيا. وانتهت هذه الحقبة في مايو 1945، وذلك عندما هزمت دول الحلفاء ألمانيا النازية في الحرب العالمية الثانية. مارس النظام النازي عمليات الاضطهاد والقتل الممنهج مع حلفائه والمتعاونين معه. بلغت عمليات الإبادة ذروتها بين اعوام 1941 و 1945 بعد إصدار الحل الأخير. وكان اضطهاد وقتل اليهود جزءاً من مجموعة أوسع نطاقاً لأعمال الاضطهاد والقتل الممنهجة التي نُفذت بحق العديد من المجموعات العرقية والسياسية المختلفة وتحديداً الإبادة الجماعية لشعب الغجر الروم والمعاقين والمعارضين السياسيين وغيرهم الكثير.

## البدايات
في عام 1904 نشر الطبيب الألماني ألفريد بلويتز أفكاره عن ما أسماه تحسين النسل البشري بتغييرات اجتماعية لخلق مجتمع أكثر ذكاء وإنتاجية لأجل الحد من ما أسماه «المعاناة الإنسانية». بعد هذه الكتابات نشر كتاب باسم «الرخصة للقضاء على الأحياء الذين لايستحقون الحياة» (بالألمانية: Die Freigabe der Vernichtung Lebensunwertem Lebens)في عام 1920 للكاتب والقانوني كارل بايندنك الذي كتب الكتاب بالاشتراك مع الطبيب النفسي ألفريد هوج وكان الكتاب عن فكرة القيام بتعجيل القتل الرحيم للمصابين بالأمراض المستعصية علاجها، ولم تُذكر على الإطلاق في هذا الكتاب إبادة أي عرق أو مجموعة بسبب انتمائهم إلى دين معين.

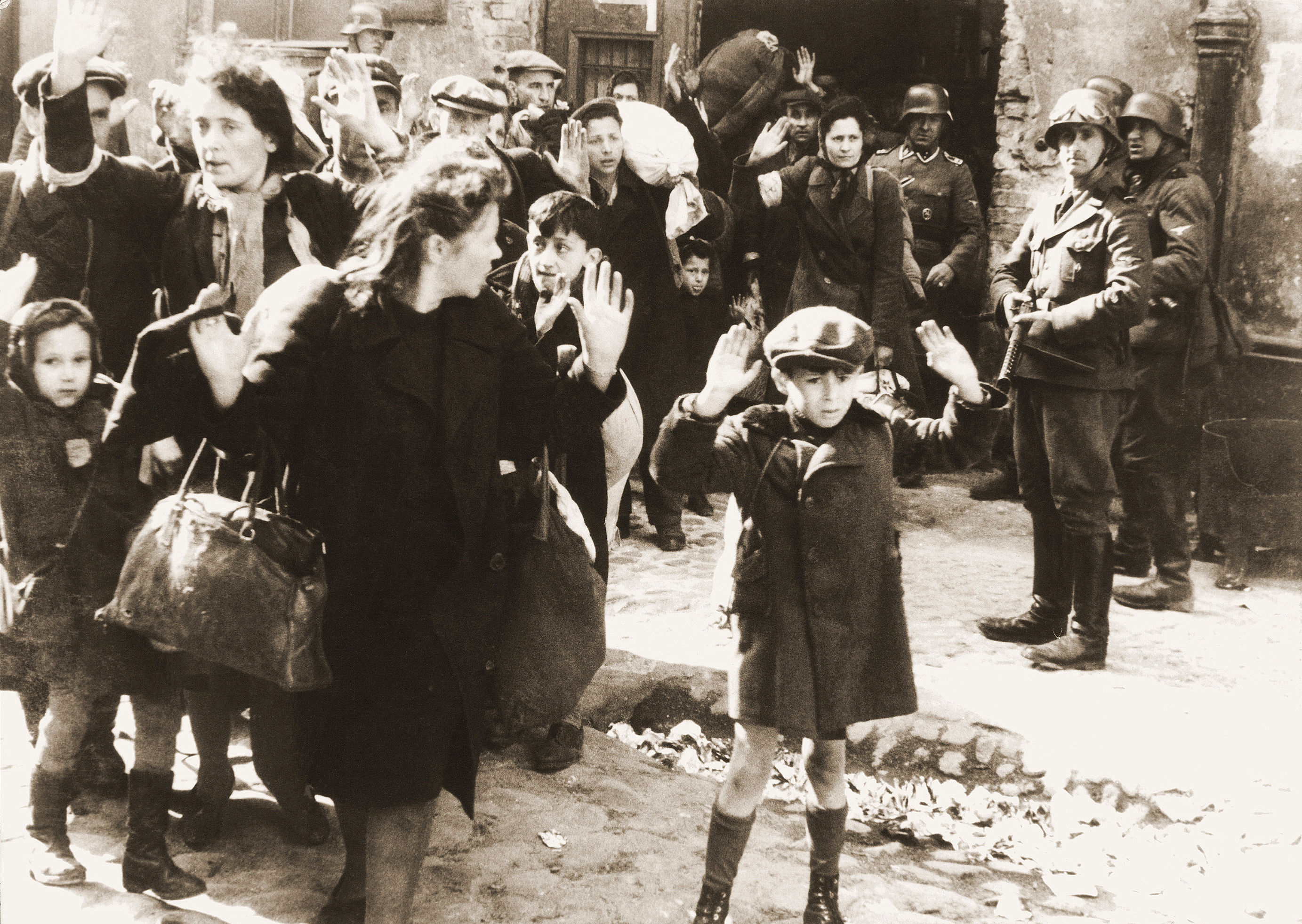
اليهود البولنديون الذين أسرهم الألمان أثناء قمع انتفاضة غيتو وارسو (بولندا) - صورة من تقرير يورغن ستروب إلى هاينريش هيملر من مايو 1943. إحدى أشهر صور الحرب العالمية الثانية.

في 1933؛ بلغ تعداد اليهود في أوروبا أكثر من تسعة ملايين. وكان يعيش معظم اليهود الأوروبيون في الدول التي كانت الدولة النازية ستحتلها خلال الحرب العالمية الثانية. قبل عام 1945، قتل الألمان والمتعاونون معهم حوالي اثنين من كل ثلاثة يهودي أوروبي كجزء من 'الحل النهائي' وهو السياسة النازية لقتل 'يهود أوروبا'. ورغم أن اليهود كانوا هم المقصودين من العنصرية النازية؛ إلا أن أعداد الضحايا بلغت 200.000 من الغجر. كما قتل 200.000 معاق ذهنيًا أو جسديًا في برنامج «القتل الرحيم».
يعتقد البعض أن المنشورات المذكورة أعلاه استخدمها النازيون فيما بعد إلى استكمال خطتهم الشاملة لإبادة اليهود والمعروفة بالحل النهائي أو الحل الأخير (بالألمانية: Endlösung der Judenfrage). في 1 أبريل 1933 أي بعد فترة قصيرة من صعود النازيين للحكم في ألمانيا أعلن الحزب مقاطعة كاملة ليوم واحد للأعمال والمنتجات التجارية التي يملكها اليهود في ألمانيا، وادّعى الناطقون باسم النازيين أن المقاطعة كانت عبارة عن ثأر من اليهود الألمان ومن الأجانب، بما في ذلك صحفيو الولايات المتحدة والصحفيون الإنجليز، الذين كانوا ينتقدون النظام النازي. وفي اليوم الذي تمت فيه المقاطعة، وقفت قوات العاصفة مهددين أمام المحلات التي يملكها اليهود. ورُسمت «نجمة داود» سداسية الأضلاع باللون الأصفر والأسود على آلاف الأبواب والنوافذ. وأُلصقت لافتات مكتوب عليها «لا تشتروا من اليهود» و«اليهود هم البلاء الذي ابتلينا به»، وفي بعض المدن، كانت القوات الخاصة تجوب الشوارع ينشدون الشعارات المعادية لليهود ويغنون أغنيات الحزب. وفي مدن أخرى، كانت المقاطعة مصحوبة بالعنف؛ ففي مدينة كييل، قُتل محامٍ يهودي. وانتهت المقاطعة الرسمية عند منتصف الليل.وتلى هذا الإجراء قرارات من قبل سلطات الرايخ الثالث في 7 أبريل 1933 بطرد اليهود من الدوائر والمؤسسات الحكومية، في اجتماع الحزب النازي السنوي المقام في نورمبرغ عام 1935 أُصدرت عدة قوانين عنصرية سميت فيما بعد بقوانين نورمبرغ للسلالات صدر قرار يمنع اليهودي من الزواج من غير اليهودية وبالعكس وسُحبت الجنسية الألمانية من اليهود وسُحب منهم أيضا حق التصويت في الانتخابات، وفي 15 نوفمبر 1938 أُصدر قانون يمنع التلاميذ اليهود من دخول المدارس الألمانية العامة.
مصطلح الحل النهائي أو الحل الأخير استعمله لأول مرة أدولف أيخمان والذي أشرف على عمليات الهولوكوست وحكمت عليه محكمة إسرائيلية وأُعدم في 1 يونيو 1962 في سجن الرملة. نوقشت خطة الحل النهائي في مؤتمر داخلي للحزب النازي عقد في منطقة وانسي جنوب غرب برلين في 20 يناير 1942 والذي نوقشت فيه آلية إبادة يهود أوروبا، وحضر ذلك الاجتماع هاينريش هيملر أيضا والذي كان من أقوى رجال أدولف هتلر وأكثرهم شراسة. ونص مختصر محضر الاجتماع أن الأسلوب السابق في تشجيع اليهود على الهجرة من ألمانيا قد غُير إلى الاستبعاد القسري.
عملية الهولوكوست وبنود الحل الأخير بررتها الفلسفة النازية بكونها طريقة للتخلص ممن اعتبرتهم «تحت البشر» وأن الأمة الألمانية لكونها عرق نقي لها الحق في حكم العالم، وأن العرق الآري يفوق في جودته الأعراق الأوروبية الخليطة مثل الغجر والبولنديون واليهود والسلافييون والألطيون والأفريقيون، وأن بعض فصائل المجتمع حتى إذا كانوا من العرق الآري نحو المثليين والمجرمين وذوي الإعاقات والشيوعيون والليبراليون والمعارضون لفلسفة النازية وشهود يهوه كانوا حسب الفكرة النازية من طبقة «تحت البشر».
أُضيف إلى اليهود إبادة 100000 شيوعي و15000 - 25000 ممن اعتبروا مثليين جنسيا و1200 - 2000 من شهود يهوه، وأُجريت جراحية أو طبية لمنع 400000 معاق عقليا، ومريض نفسي من الإنجاب واستعملت أساليب القتل الرحيم والتي سميت Tiergartenstraße 4 أو T4 لإنهاء حياة ما بين مائتي ألف إلى ثلاثة مائة ألف مصاب بعاهات ميؤوس الشفاء منها، ومعاقين، ومرضى نفسيين 
يعتقد معظم المؤرخين أن البداية الفعلية للهولوكوست كانت ليلة 9 نوفمبر 1938 حيث اجتاحت مظاهرات غاضبة ضد اليهود العديد من المدن في ألمانيا و كُسرت وخُربت المحلات التجارية لليهود وقتل في تلك الليلة 100 يهودي واعتقل 30.000 وأُتلف 7000 محل تجاري و1574 معبد يهودي وسميت تلك الليلة بليلة الزجاج المهشم 

## خطة مدغشقر
كانت خطة مدغشقر اقتراح الحكومة النازية في ألمانيا لنقل السكان اليهود من أوروبا إلى جزيرة مدغشقر، اقترح فرانز راديماخر رئيس قسم اليهود في وزارة العلاقات الخارجية في الحكومة النازية الفكرة في يونيو 1940 قبل سقوط فرنسا في معركة فرنسا. ودعا الاقتراح إلى تسليم مدغشقر ثم مستعمرة فرنسية إلى ألمانيا كجزء من شروط الاستسلام الفرنسية.
أُجِّلَت الخطة في عام 1940 قبل ان يتم التخلي عنها في عام 1942

## الوسائل
يعتقد البعض أن الهولوكوست كانت من أكثر عمليات الإبادة الجماعية تنظيما وتطورا حيث كانت لدى السلطات النازية معلومات مفصلة عن الأسماء التي استهدفت لغرض التصفية والأرقام الدقيقة التي احتفظ بها من المجاميع التي صُفيت، منها على سبيل المثال البرقية المشهورة الذي بعثها هيرمان هوفل إلى هتلر، وهيرمان كان الرجل الثاني في عملية رينهارد التي كانت عبارة عن تصفية اليهود في بولندا، اشتهرت هذه الوثيقة باسم تلغراف هوفل وفيه يذكر هوفل أنه خلال ديسمبر 1942 لقي 24٬733 يهودي حتفهم في معتقل ماجدانيك و434٬508 في معتقل سوبيبور و101٬370 في معتقل تريبلنكا، وجميع هذه المعتقلات كانت في بولندا ويُشرف عليها هاينريش هيملر ويقودها ميدانيا الضابط أوديلو كلوبوسنك.
يذكر المؤرخ البريطاني المعاصر ريتشارد أوفري في كتابه حرب روسيا أن النازيين استعملوا اليهود كحيوانات اختبار لتطوير الفعاليات والقدرات التي يمكن بواسطتها قتل أكبر عدد ممكن من اليهود، فيورد على سبيل المثال حادثة صف المعتقلين وراء بعضهم البعض وإطلاق طلقة واحدة لقتل أكثر من شخص، ولكن هذه التجربة لم تنجح، ويورد أيضا تجربة إلقاء قنبلة على حشد من المعتقلين التي لم تكن ناجحة أيضا لأن أعداد الجرحى كان أكبر من القتلى، ويورد أيضا تجربة استعمال دخان السيارات في غرف مغلقة.
يرى معظم المؤرخين أن الهولوكوست كانت حملة منظمة على نطاق واسع استهدفت من اعتبروا دون البشر في عموم أوروبا التي كانت تحت الهيمنة النازية، وقد أرسلوا إما إلى معسكرات العمل أو معسكرات الإبادة، وهناك أرقام عليها الكثير من الجدل وهي 5 - 7 ملايين يهودي منهم 3 ملايين في بولندا وحدها وهناك أدلة على إجراء اختبارات علمية على المعتقلين وخاصة في معسكر أوشفيتز بيركينو في بولندا حيث قام الدكتور النازي يوزاف منغيله بإجراء تجارب مختلفة على المعتقلين منها وضعهم في حاويات مغلقة ذات ضغط عال، وتجارب التجميد حتى الموت، وكان اهتمام جوزيف منصبا على التوائم. من التجارب الأخرى التي قام بها جوزيف هو محاولة تغيير لون العين في الأطفال بحقن مواد في قزحية العين، ومحاولة إيجاد لقاح لمرض الملاريا بعد حقن الشخص السليم بجرعة من لعاب الذبابة الناقلة للمرض، وعمليات لنقل أو زرع الأعضاء في الجسم، وتجارب لمنع الحمل والإنجاب وتجارب أخرى.

## المعتقلات الجماعية
بدءا من عام 1933 بدأ النازيون بتشكيل العديد من معسكرات الاعتقال التي كانت تحتوي على عدد كبير من البشر في رقعة صغيرة من الأرض فسمّيت بمعسكرات التركيز أو معسكرات التكثيف، وكانت لغرض سجن المعارضيين السياسيين وغير المرغوب فيهم، وفي نهاية عام 1939 كانت هناك 6 من هذه المعتقلات في ألمانيا، وبُنيت أثناء الحرب العالمية الثانية أعداد أخرى في الدول الأوروبية التي خضعت لسيطرة ألمانيا.
كانت تضم معسكرات التكثيف اليهود والشيوعيين والبولنديين وأسرى الحرب والغجر وشهود يهوه وممن اعتبروا مثليين جنسيا، وكان المعتقلون يقومون بصورة قسرية بإنجاز أعمال موزعة عليهم، وأُجريت كذلك تجارب علمية وطبية على المعتقلين. بعد بداية الحرب العالمية الثانية وبالتحديد عام 1941 أُنشأت أنواع أخرى من المعسكرات وسميت بمعسكرات الإبادة أو الموت وكانت متخصصة في القضاء على المعتقلين بواسطة الغاز السام أو القتل الجماعي بوسائل أخرى وحرق الجثث بعد ذلك.
بالإضافة إلى هذه المعتقلات أنشأ النازيون ماسميت بالغيتو وهي منطقة سكنية كبيرة وأُجبر الط على العيش فيها، وكانت مداخل ومخارج المنطقة تحت سيطرة النازيين ومن أشهرها غيتو وارسو الذي كان يقطنها 380٬000 يهودي، وكانت نسبة الساكنين فيها مقارنة بالغرف في ذلك المنطقة هي غرفة واحدة لتسعة أشخاص، وتوفي الآلاف في هذه المناطق نتيجة المجاعة ومرض التيفوئيد، وفي 19 يوليو 1942 أصدر هاينريش هيملر أمرا بنقل اليهود من هذه المناطق إلى معسكرات القتل.

جزء من القسم المخصص للنساء في معسكر أوشفيتز

كان السجناء في هذه المعتقلات يرتدون شارة على شكل مثلث مقلوب بألوان مختلفة لتمييزهم من ناحية العرق وسببية الاعتقال، وكانت الشارات مصنوعة من القماش ومثبتة على ملابس المعتقلين، ومن الأمثلة على هذه الشارات:
- الشارة السوداء: للمتشردين ومجاميع ماسمي الکولي الذين يرجع أصولهم إلى الهند وباكستان والغجر، والمعوقين والنساء اللواتي اعتقلن لأسباب أخلاقية أو لأسباب الشذوذ الجنسي.
- الشارة الخضراء: للمجرمين.
- الشارة الوردية: لمن وصفوا بالمثليين جنسيا من الذكور.
- الشارة البنفسجية: لجماعة شهود يهوه.
- الشارة الحمراء: للسجناء السياسيين والشيوعيين.
- شارتين من اللون الأصفر: لليهود.
- شارة من اللون الأصفر على شارة من اللون الأسود: للسجناء من العرق الآري الذين كانت لديهم صفة قرابة الدم مع الأعراق أو الجماعات الغير مرغوبة فيها.[16]

وصل مجموع هذه المعسكرات 47 معسكرا 17 منها في ألمانيا و9 في بولندا و4 في النرويج و2 في كل من هولندا، إستونيا، إيطاليا، فرنسا، 1 في كل من تشيكوسلوفاكيا، لاتفيا، النمسا، بيلاروس، أوكرانيا، لثوانيا، بلجيكا،
وجزر الشانيل بين فرنسا والمملكة المتحدة. وأكبر معسكرات التركيز أو معسكرات التكثيف معسكر اعتقال على الإطلاق كان معسكر أوشفيتز في بولندا حيث اعتبر المعسكر خليطا بين معسكرات العمل القسري ومعسكرات التصفية الجسدية، استمر هذا المعسكر من أبريل 1940 إلى يناير 1945 وقدر عدد المعتقلين فيها 400,000، وتم تصفية ما يقارب المليون ونصف من غير المرغوب فيهم.

## المحرقة

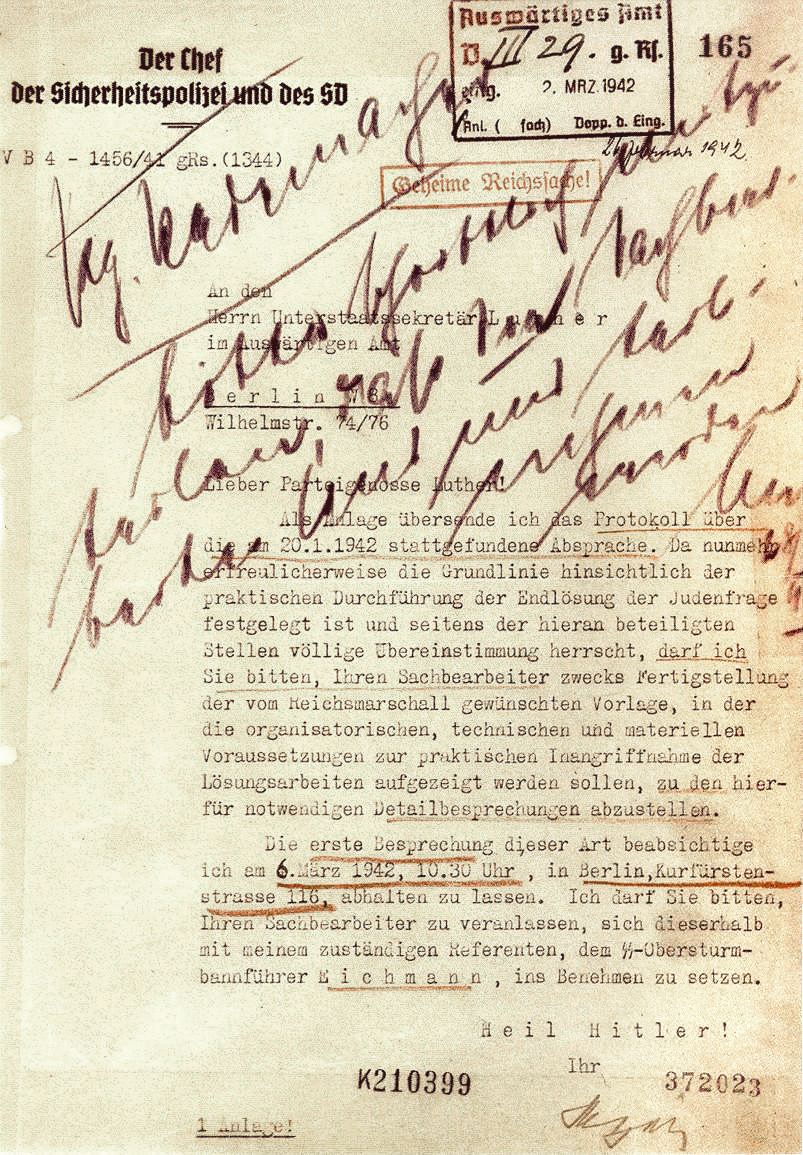
جزء من وثيقة الحل النهائي

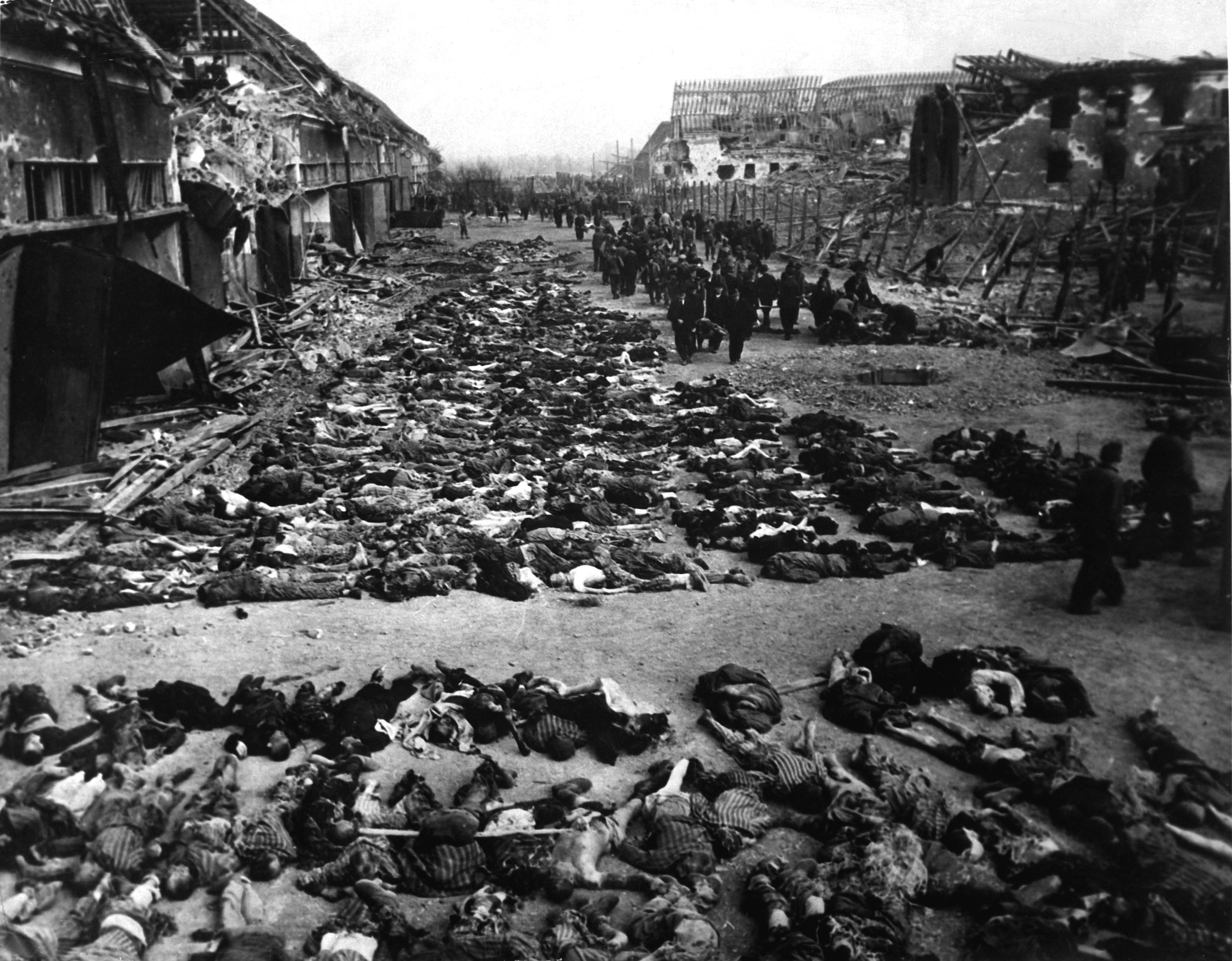
12 أبريل عام 1945:مخيم نوردهوزن حيث يعتقد بإبادة أكثر من 20,000 سجين يهودي

بدأت فكرة الإبادة الجماعية وأمكانيتها مع إبادة المعوقين في برنامج أكسيون تي 4 حيث أن النازيين بعد أن بدأوا بالأطفال المعوقين والمشوهين قرروا إبادة المعوقين كلهم فبدأوا بالحقن القاتلة والتجويع وتطور الأمر إلي إطلاق النار الجماعي، ثم غرف الغاز للقتل بغاز أول أكسيد الكربون وقد كانت تلك الغرف هي التي أوحت للنازيين بفكرة الإبادة الجماعية لإعداد كبيرة من اليهود فيما بعد.
معسكرات الإبادة أو الموت هي مصطلحات استخدمت لوصف مجموعة خاصة من المعتقلات تختلف عن معسكرات التكثيف أو المعتقلات الجماعية التي تم ذكرها في السابق. المعتقلون في هذا النوع من المعسكرات لم يكن من المتوقع أن يعيشوا لأكثر من 24 ساعة بعد وصولهم المعسكر، ويعتقد أن معظم المساجين في معسكرات التكثيف قد تم نقلهم إلى معسكرات الإبادة بعد عام 1942.
كانت هناك 6 معسكرات من هذا النوع وجميعها في بولندا وهي:
- معسكر أوشفيتز II: حيث كانت يختلف عن معسكر أوشوتز I ومعسكر أوشوتز III اللذان كانا معسكرات تكثيف وأعمال شاقة. كان معسكر أوشفيتز II من أكبر معسكرات الإبادة، وكان يقع في منطقة برزيزنكا على بعد 3 كم من مدينة أوشوتز، وتم بناؤه عام 1941 ضمن خطة الحل النهائي، كان طول المعسكر 2.5 كم وعرضه 2 كم. كان في المعسكر 4 محارق وماسمي مستودعات الغاز، وكان كل مستودع يتسع لحوالي 2,500 شخص، كان السجناء يصلون إلى المعسكر عن طريق القطار وكانت هناك سكك حديد مؤدية إلى داخل المعسكر، وبعد وصولهم كانت هناك عملية فرز وغربلة أولية لفصل البعض منهم لغرض إجراء التجارب عليهم من قبل الطبيب النازي جوزف منجيل، كان هناك قسم للنساء في المعسكر لتقليل مخاوف السجناء، كان النازيون يقولون لهم أنهم ذاهبون إلى الاستحمام، وحسب بعض المصادر التي وكما سنرى لاحقا كانت مثيرة للجدل أن النازيين قد ربطوا أنابيب الاستحمام بمصادر قناني الغاز من نوع زيلكون بي وهي عبارة عن السيانيد المستعمل كمبيد للحشرات والآفات الزراعية، وبعد موت السجناء بهذه الطريقة أو طرق مشابهة كان استعمال الغاز فيه وسيلة رئيسية كانت الجثث تساق إلى المحارق لحرقها في نفس المبنى، وهناك أرقام مثيرة للجدل منها أنه في هذا المعسكر وحده تم إبادة 300000 يهودي من بولندا و69000 يهودي من فرنسا و60000 يهودي من هولندا و55000 يهودي من اليونان و46000 يهودي من مورافيا و25000 يهودي من بلجيكا، ووصل العدد الإجمالي للأشخاص الذين تم إبادتهم في هذا المعسكر إلى مليون ونصف من الضحايا.[18]

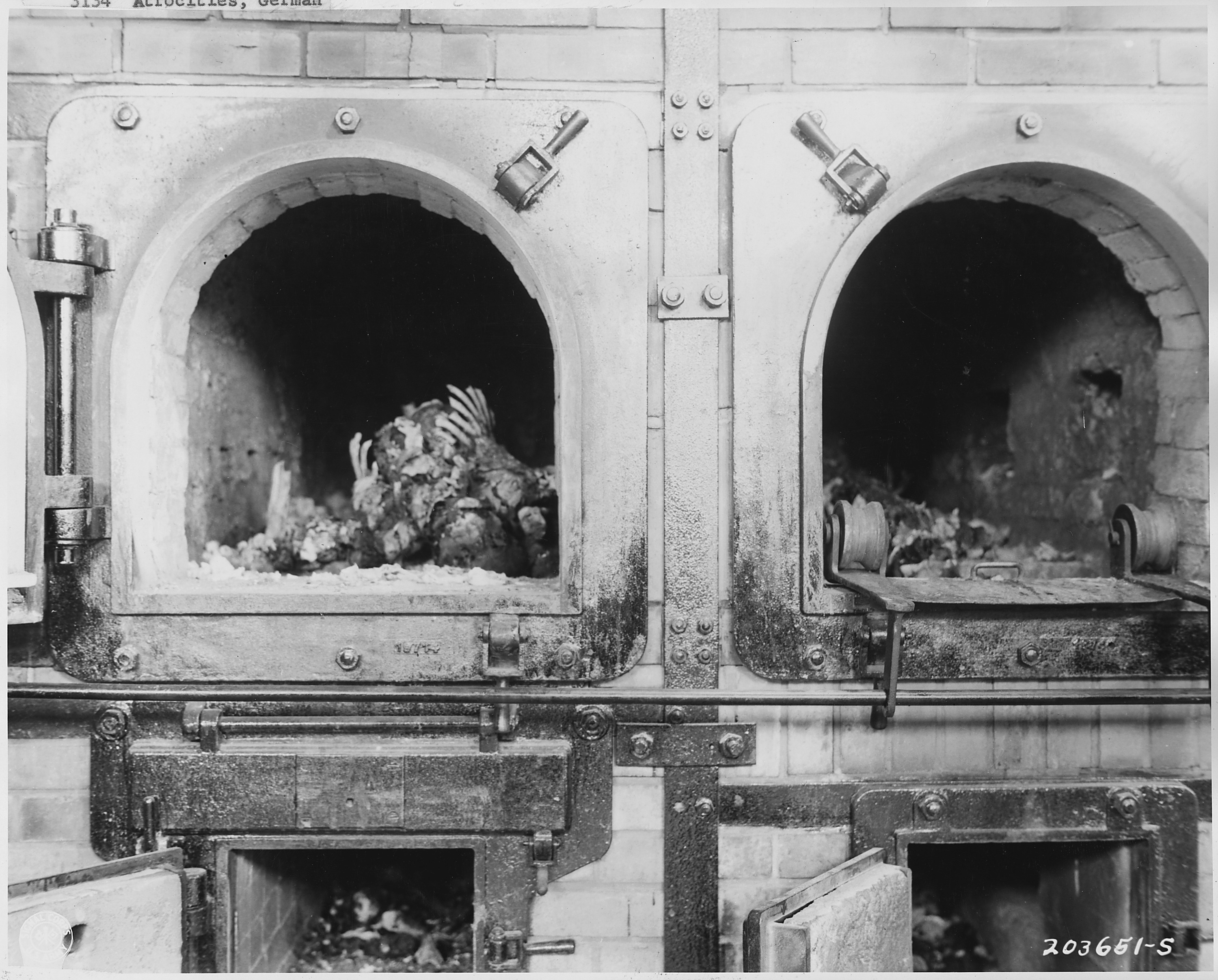
أحد المحارق التي كانت تستعمل لحرق الجثث

- معسكر بلزاك: وتم إبادة 434508 يهودي في هذا المعسكر الذي يعتبر أول وأقدم معسكرات الإبادة، وكان يقع على بعد نصف ميل من بلدة بلزاك الواقعة في منطقة لوبلين في بولندا.[19]
- معسكر جيلمنو: كان على بعد 70 كم من وودج ثاني أكبر مدينة في بولندا، وتم إبادة 152,000 سجين في هذا المعسكر.[20]
- معسكر ماجدانيك: وهناك تضارب على العدد الإجمالي للأشخاص الذين تمت إبادتهم حيث قدرت المصادر السوفيتية التي دخلت المعسكر أول مرة أعداد الضحايا بحوالي 400000 ولكن فيما بعد وفي عام 1961 تم تقدير العدد بحوالى 50000، وتشير آخر التقديرات أن الأعداد كانت حوالي 78000.[21]
- معسكر سوبيبور: لقى معظم الغجر حتفهم في هذا المعسكر، وبلغ العدد الإجمالي للضحايا في هذا المعسكر 250000 منهم 150000 يهودي من بولندا و31000 من تشيكوسلوفاكيا.[22]
- معسكر تريبلنكا: استمر هذا المعسكر من يوليو 1942 إلى أكتوبر 1943 وتقدر أعداد من قتلوا في هذا المعسكر بقرابة 750 ألف شخص أغلبهم من اليهود، مما يجعله بالمرتبة الثانية بعد معسكر أوشفيتس.[23]

## القائمون بعمليات الهولوكوست
هناك اعتقاد شائع أن قطاعا واسعا من الجيش الألماني والمدنيين الألمان ووحدات من الشرطة الألمانية والجيستابو وميليشيات القوات الخاصة النازية الـ«اس اس» التي كان يقودها هينريك هيملر ومسؤولون كبار في وزارات الداخلية والعدل والنقل والمواصلات والخارجية بالإضافة إلى بعض الأطباء الألمان الذين شاركوا في التجارب وعمليات القتل الرحيم T-4 قد شاركوا بطريقة أو بأخرى في الهولوكوست، ولايمكن وضع اليد على جهة واحدة مسؤولة عن عمليات الهولوكوست، ولكن الاعتقاد الشائع أن ميليشيات القوات النازية الخاصة الـ«إس إس» كان لها الدور الأكبر في تنظيم الحملات حيث انبعثت من هذه الميليشيات حراس المعتقلات الجماعية ومعتقلات الإبادة، وكان التنظيم يسمى ضمادات الجمجمة (بالألمانية: Totenkopfverbände) ومصدر الكلمة هي Totenkopf والتي تعني بالألمانية «جمجمة»، وكان شعارهم عبارة عن جمجمة على عظمين متقاطعين، وانبعثت من ميليشيا الـإس إس أيضا فرق القتل التي سميت إنساتزكروبن ومعناه بالألمانية «مجاميع المهمات»، وقامت هذه المجموعة حسب سجلاتهم بقتل أكثر من مليون شخص من غير المرغوبين فيهم.

مجاميع المهمات التي اشتهرت باسم فرق القتل أثناء أحد المهمات

بالإضافة إلى الألمان شارك في تنظيم عمليات الهولوكوست دول في مجموعة دول المحور وخاصة إيطاليا وكرواتيا وهنغاريا وبلغاريا الذين ساهموا بإرسال من كان على أراضيهم من اليهود إلى معسكرات التكثيف ومعسكرات الإبادة ، وقامت رومانيا وحدها بقتل 380,000 يهودي بصورة مباشرة ، وقام بينيتو موسوليني بإرسال 8,369 يهودي إلى معسكرات الإبادة. يبقى الشخص الرئيسي المسؤول عن إصدار الأمر الرئيسي للبدأ بعمليات الهولوكوست في نظر التاريخ هو هتلر على الرغم من عدم وجود أية وثيقة رسمية تربط اسمه بصورة مباشرة بالعمليات ولكن هناك الكثير من الخطابات التي ألقاها هتلر في مناسبات مختلفة كانت تدعو إلى إبادة اليهود وغير المرغوبين فيهم، ومعظم هذه التسجيلات احتفظ بها جوزيف غوبلز وزير الدعاية النازية في عهد أدولف هتلر.
بعد الحرب العالمية الثانية تم إجراء العديد من التجارب والأبحاث النفسية لإيجاد أجوبة مقنعة عن كيفية اتباع الإنسان لأوامر قد تعتبر غير أخلاقية أو إنسانية، ومن أشهر هذه التجارب تجربة العالم النفسي الأمريكي ستانلي ملغرام في يوليو 1961 وفيه قام بتجنيد متطوعين مقبولين من الناحية الثقافية والاجتماعية وقام بتوزيع الأدوار عليهم دون أن يدري المتطوعون الغرض الرئيسي من التجربة. قام ملغرام بوضع أحد الأشخاص في غرفة مغلقة لايمكن لأحد رؤيته وأعطي لهذا الشخص تعليمات أن يقوم بصورة متعمدة بالخطأ في هجاء بعض الكلمات، على الجانب الثاني من الغرفة كان هناك شخص مزود بقائمة من الكلمات التي طلب منه أن يلقيها على الشخص الموجود في الغرفة ليقوم بهجاءها بالصورة الصحيحة وإذا أخطأ الشخص فإن على السائل أن يضغط على زر يؤدي إلى صعق الشخص بجرعة كهربائية مع ازدياد الجرعة كل مرة يرتكب في الشخص خطأ آخر، ولم يكن هناك في الحقيقة أي جرعة كهربائية ولكن السائل لم يعرف هذه الحقيقة والشخص الموجود في الغرفة كان يتصنع الصراخ من الألم كل مرة يضغط فيها على الزر. لم يكن لكل المشتركين أي مانع من تنفيذ هذا الأمر مما أدى إلى الاستنتاج بأن للإنسان نزعة باتباع الأوامر إذا ما اعتقد بأنها صادرة من أشخاص مسؤولين حتى إذا كانت هذه الأوامر منافية للمنطق.

## إنكار الهولوكوست
أول كتاب نشر حول إنكار حدوث الهولوكوست كان تحت اسم «الحكم المطلق» في عام 1962 للمحامي الأمريكي فرانسيس باركر يوكي الذي كان من المحامين الذين أوكل إليهم في عام 1946 مهمة إعادة النظر في محاكم نورمبرغ، وأظهر أثناء عمله امتعاضا كبيرا مما وصفه بانعدام النزاهة في جلسات المحاكمات، ونتيجة لانتقاداته المستمرة تم طرده من منصبه بعد عدة أشهر في نوفمبر 1946. في عام 1953 قابل يوكي الرئيس المصري السابق جمال عبد الناصر وعمل لفترة في وزارة الإعلام المصرية وكانت كتاباته معادية لدولة إسرائيل.[بحاجة لمصدر أفضل]
بعد كتاب يوكي قام هاري أيلمر بارنز وهو أحد المؤرخين والأكاديميين من جامعة كولومبيا في نيويورك باتباع نهج يوكي في التشكيك بالهولوكوست وتلاه المؤرخين جيمس مارتن وويلس كارتو وكلاهما من الولايات المتحدة، وفي 26 مارس 2003 صدرت مذكرة اعتقال بحق كارتو من السلطات القضائية في سويسرا. وفي الستينيات أيضا وفي فرنسا قام المؤرخ الفرنسي بول راسنييه بنشر كتابه دراما اليهود الأوروبيين، ومما زاد الأمر إثارة هذه المرة أن راسنيير نفسه كان مسجونا في المعتقلات الألمانية أثناء الحرب العالمية الثانية ولكنه أنكر عمليات الهولوكوست.[بحاجة لمصدر]
في السبعينيات نشر آرثر بوتز أحد أساتذة الهندسة الكهربائية وعلوم الحاسوب في جامعة نورث ويسترن الأمريكية في ولاية إلينوي كتابا باسم أكذوبة القرن العشرين وفيه أنكر الهولوكوست وقال أن مزاعم الهولوكوست كان الغرض منها إنشاء دولة إسرائيل ، وفي عام 1976 نشر المؤرخ البريطاني ديفيد إيرفينغ الذي حكمت عليه محكمة نمساوية في 20 فبراير 2006 بالسجن لمدة ثلاث سنوات بسبب إنكاره للهولوكوست في كتابه حرب هتلر. وفي 1974 قام الصحفي الكندي من أصل بريطاني ريتشارد فيرال بنشر كتابه «هل مات ستة ملايين حقا؟» وتم استبعاده من كندا بقرار من المحكمة الكندية العليا عام 1992.
في التسعينيات يظهر كتاب آخر أشد دقة من ناحية المصادر والتحليل المنطقي والتسلسل الزمني في إنكار الهولوكست.[وفقًا لِمَن؟] إنه الأساطير المؤسسة للسياسة الإسرائيلية للفيلسوف الفرنسي روجيه غارودي. يتحدث عن مجموعة من الأساطير بُنيت عليها السياسة الإسرائيلية من بينها «اسطورة الهولوكست»، فيعرض الكاتب مجموعة من الحقائق العلمية والتاريخية لا تسمح بقول أنه كانت هناك غرفا للغاز من أجل قتل الناس وأن عدد 6 ملايين مبالغ فيه جدا، ويتحدت الكتاب عن الدور الفعال للوبي اليهودي في الولايات المتحدة في الترويج لما يُسمى الهولوكست.
هناك العديد من الكتب والمنشورات الأخرى على هذا السياق، ويمكن اختصار النقاط الرئيسية الذي يثيره هذا التيار بالنقاط التالية:
- إبادة 6 ملايين يهودي هو رقم مبالغ به كثيرا إذ أنه استنادا على إحصاءات أوروبا قبل الحرب العالمية الثانية كان العدد الإجمالي لليهود في أوروبا 6 ملايين ونصف المليون وهذا يعني أنه في الهولوكوست تم تقريبا القضاء على اليهود في أوروبا عن بكرة أبيهم وهذا ينافي أرقاما أخرى من دوائر الهجرة الأوروبية التي تشير إلى أنه بين 1933 و1945 هاجر مليون ونصف يهودي إلى بريطانيا، السويد، إسبانيا، أستراليا، الصين، الهند، فلسطين والولايات المتحدة. بحلول عام 1939 واستنادا إلى إحصاءات الحكومة الألمانية فقد هاجر 400000 يهودي من ألمانيا الذي كانت تحتوي على 600000 يهودي، وهاجر أيضا 480000 يهودي من النمسا وتشيكوسلوفاكيا، وهاجر هذا العدد الكبير ضمن خطة لتوطين اليهود في مدغشقر ولكنهم توجهوا إلى دول أخرى ولم يتم مصادرة أملاكهم وإلا لما كان اليهود اليوم من أغنى أغنياء العالم، وهناك أرقام أخرى تشير إلى أن أكثر من 2 مليون يهودي هاجروا إلى الاتحاد السوفيتي. كل هذه الأرقام تعني بالنهاية أنه كان هناك على الأغلب أقل من 2 مليون يهودي يعيشون في دول أوروبا التي كانت تحت الهيمنة النازية، ويصر العديد أن السجناء اليهود في المعتقلات النازية لم يزد عددهم عن 20000. ويورد هؤلاء المؤرخون أن العدد الإجمالي لليهود في العالم في سنة 1938 كانت 16 مليون ونصف المليون، وكان العدد الإجمالي لليهود في العالم بعد 10 سنوات أي في عام 1948 كانت 18 مليون ونصف المليون، وإذا تم القبول جدلا بأن 6 ملايين يهودي قد تمت إبادتهم أثناء الحرب العالمية الثانية فإن العشر ملايين المتبقين يستحيل أن يتكاثروا بهذه النسبة الضخمة التي تنافي قوانين الإحصاء والنمو البشري ليصبح 10 ملايين يهودي 18 مليونا بعد عشر سنوات.[34]
- عدم وجود وثيقة رسمية واحدة تذكر تفاصيل عمليات الهولوكوست، وأن ما تم ذكره في الاجتماع الداخلي في منطقة وانسي جنوب غرب برلين في 20 يناير 1942 وعلى لسان هينريك هيملر كان ما مفاده أن السياسة الحكومية بتشجيع هجرة اليهود إلى مدغشقر ليتخذوه وطنا تعتبر غير عملية في الوقت الحاضر بسبب ظروف الحرب العالمية الثانية وأن ألمانيا تحتاج إلى الأيدي العاملة لتسيير عجلة الحرب وأنه واستنادا على المؤرخ الفرنسي بول راسنير الذي كان نفسه يعمل في أحد المعسكرات التي وصفها بالمعسكرات الإنتاجية لدعم الحرب حيث ذكر في كتابه دراما اليهود الأوروبيين أن ما يسمى وثيقة الحل النهائي هي في الحقيقة خطة لتأجيل عملية استيطان اليهود في مدغشقر كما كان مقررا وأنه تم تأجيله لحد انتهاء الحرب لحاجة ألمانيا للأيدي العاملة والانتظار لحد فتح قنوات دبلوماسية مع الدول الأخرى لحين إيجاد وطن مناسب ليهود أوروبا.[35]
- التضخيم الإعلامي لمعسكرات الاعتقال المكثف ومعسكرات الموت لا أساس له من الصحة وأن هذه المعسكرات كانت وحدات إنتاجية ضخمة لدعم آلية الحرب، وأن أكبر المعتقلات التي أثير حوله جدل كبير ألا وهو معسكر أوشوتز قد تمت السيطرة عليها لأول مرة من قبل القوات السوفيتية التي لم تسمح لأي جهة محايدة من دخولها لمدة 10 سنين حيث يعتقد أن الاتحاد السوفيتي قام بتغيير ملامح المعسكر خلال هذه السنوات العشر، وأنه لم يكن يوجد على الإطلاق ما تم تسميته بمستودعات الغاز الذي كان اليهود يوضعون فيه بالآلاف لغرض تسميمهم وإنما كانت هناك غرف صغيرة لغرض تصنيع مبيدات الحشرات والآفات الزراعية، وكان هناك بالفعل عدد من المحارق في تلك المعسكرات ولكنها كانت لغرض حرق جثث الموتى الذين قضوا نحبهم من داء التيفوئيد في السنوات الأخيرة من الحرب نتيجة نقص الخدمات الطبية بسبب انهيار البنى التحتية الألمانية في سنوات الحرب الأخيرة وعليه فإنه من غير المعقول أن تصرف ألمانيا كل هذا الوقود والطاقة التي كانت بأمس الحاجة إليها في الحرب لغرض إحراق ملايين الجثث.[36]
- كثير من الصور التي عرضت على العالم وفي محاكم نورمبرغ هي في الحقيقة صور مأخوذة من الأرشيف الألماني نفسه حيث أن الألمان حاولوا أن يظهروا مدى تفشي المجاعة ومرض التيفوئيد في ألمانيا وخاصة في سنوات الحرب الأخيرة، وأن أهم الصور الذي قدمت في محاكم نورمبرغ على أنها إبادة جماعية لليهود هي في الواقع صور من القصف المثير للجدل الذي قامت به الطائرات الحربية لدول الحلفاء لمدينة دريسدن الألمانية بين 13 فبراير و15 فبراير 1945 الذي يعتبر لحد هذا اليوم من أكثر حوادث الحرب العالمية الثانية إثارة للجدل حيث القي حوالي 9,000 طن من القنابل عل تلك المدينة وتم تدمير 24,866 منزلا من أصل 28,410 منزلا وتم تدمير 72 مدرسة و22 مستشفى و18 كنيسة و5 مسارح و50 مصرفا و61 فندقا و31 مركزا تجاريا، ويعتقد أن 25,000 إلى 35,000 مدنيا لقوا حتفهم في ذلك القصف.[37][38]
- هناك نوع من نظرية المؤامرة حول التضخيم الإعلامي لحوادث الهولوكوست شارك بها الاتحاد السوفيتي من طرف حيث بث هذه الإشاعات لبسط هيمنته على أوروبا باعتباره البديل الأفضل لألمانيا ولكي يصرف النظر عن سوء معاملته للسجناء في معتقلات الجولاج السوفيتية السيئة الصيت، وشارك في هذه المؤامرة من الناحية الأخرى الدول الغربية المنتصرة في الحرب العالمية الثانية والذين لم يتقبلوا الفكرة الألمانية باتخاذ مدغشقر وطنا لليهود وإنما فضلوا فكرة إقامة دولة إسرائيل في فلسطين كوطن ليهود العالم.

تعتبر ظاهرة إنكار الهولوكوست جديدة على العالم العربي والإسلامي إذا ما قورن بالتيار الغربي، حيث بدأت مؤخرا دول في الشرق الأوسط مثل سوريا وإيران وفلسطين وخاصة حركة حماس بنشر تلك الأفكار. وفي اغسطس 2002 تم إقامة مؤتمر في مركز زايد في أبوظبي بإشراف سلطان بن زايد آل نهيان و وُصِف بأنه ينشر الأفكار التي تنكر الهولوكوست ، ويعتبر عبد العزيز الرنتيسي من أحد الأسماء المشهورة الذي ينكر حدوث الهولوكوست. في ديسمبر 2005 صرح الرئيس الإيراني محمود أحمدي نجاد أن الهدف من «أسطورة» الهولوكوست كان إنشاء دولة إسرائيل
- (بالإنجليزية)Dean, Martin: Robbing the Jews - The Cofiscation of Jewish Property in the Holocaust, 1935 - 1945, Cambridge University Press, 2008.

## وصلات خارجية
- موسوعة الهولوكوست في موقع متحف ذكرى الهولوكوست بالولايات المتحدة - باللغة العربية
- موقع مؤسسة «ياد فاشيم» لإحياء ذكرى الهولوكوست والبحث فيه - باللغة العربية